# Act of War: High Treason
Act of War: High Treason – strategiczna gra czasu rzeczywistego wyprodukowana przez francuską firmę Eugen Systems. Gra została wydana przez Atari 24 marca 2006 oraz 13 kwietnia 2007 roku w Polsce. Jest to pierwsze oficjalne rozszerzenie do gry Act of War: Direct Action.

## Rozgrywka
Act of War: High Treason jest pierwszym oficjalnym dodatkiem do strategii czasu rzeczywistego Act of War: Direct Action, która skupiała się na ukazaniu współczesnych walk na terenie dużych miast. W dodatku poszerzono zasięg działań o kampanię rozgrywającą na terenach nadmorskich i morskich. Act of War: High Treason rozgrywa się o nie całe dwa lata wcześniej niż Act of War: Direct Action i opowiada o terrorystycznym Konsorcjum, które usiłuje skazić świat groźnym wirusem. Gra oferuje możliwość walczenia w kilku różnych miejscach na świecie zaczynając od Stanów Zjednoczonych, Meksyku a kończąc na Kubie i Kazachstanie. Do rozgrywki wprowadzono najemników, oficjalnych, nieoficjalnych i nielegalnych.
Act of War: High Treason zawiera także tryb gry wieloosobowej. W tym trybie gracze otrzymują szereg nowych map i trybów rozgrywki oraz istnieje opcja ustalenia pozwalająca na dostosowanie reguł meczów do własnych potrzeb.